# 奈良県立奈良商業高等学校
奈良県立奈良商業高等学校（ならけんりつ ならしょうぎょうこうとうがっこう、英語表記：Nara Prefectural Nara Business High School）は、かつて奈良県奈良市にあった公立商業高等学校。
2007年（平成19年）4月に奈良県立奈良工業高等学校と統合され、奈良県立奈良朱雀高等学校となった。

## 概要
歴史
1921年（大正10年）創立の「奈良県立奈良商業学校」（実業学校）を前身とする。数回の改称・改編を経て1967年（昭和42年）に「奈良県立奈良商業高等学校」となった。創立86周年を迎えた2007年（平成19年）に奈良工業高校との統合で、奈良県立奈良朱雀高等学校が新設（併設）され、奈良商業高校は2年後の2009年（平成21年）に廃止された。
設置課程・学科
全日制課程 2学科
- 商業科
- 情報処理科

定時制課程 1学科
- 商業科

## 沿革
旧制実業学校時代
- 1921年（大正10年）- 「奈良県立奈良商業学校」が開校。
- 1928年（昭和3年）- 実践科（夜間）を併置（後の定時制課程）。
- 1944年（昭和19年）4月 - 教育ニ関スル戦時非常措置方策により、「奈良県立奈良工業学校」を併置。
  - 商業学校の募集を停止し、工業学校の募集を開始。
- 1946年（昭和21年）4月 - 奈良県立奈良商業学校と奈良県立奈良工業学校が統合され、「奈良県立奈良商工学校」となる。

新制高等学校
- 1948年（昭和23年）
  - 4月1日 - 学制改革（六・三・三制の実施）が行われる。
    - 奈良商工学校（旧制）が廃止され、新制高等学校「奈良県立奈良商工高等学校」が発足。定時制を併置。

  - 9月1日 - 高校三原則に基づく公立高校の統合・再編が行われる。
    - 奈良県立奈良高校（男子校）、奈良市立奈良高等学校（女子校）の2校と統合され、総合制「奈良県立奈良高等学校」となる。
    - 旧・奈良県立奈良商工高等学校は「奈良県立奈良高等学校 商業課程・工業課程」となる。
- 1952年（昭和27年）4月1日 - 奈良県立奈良高等学校から分離（統合を解消）し、「奈良県立奈良商工高等学校」として独立（復称）。
- 1967年（昭和42年）4月1日 - 工業課程が分離し、奈良県立奈良工業高等学校として独立したため、「奈良県立奈良商業高等学校」に改称。
- 1994年（平成6年）4月1日 - 情報処理科を設置。
- 1995年（平成7年）4月1日 - 商業科に会計コースと国際経済コースの2コースを開設。
- 2007年（平成19年）
  - 3月31日 - 生徒募集を停止。
  - 4月1日 - 奈良県立奈良工業高等学校と統合され、「奈良県立奈良朱雀高等学校」が新設（併設）される。
    - 当面の間、奈良商業高校の校舎は「柏木校舎」、奈良工業高校の校舎は「秋篠校舎」として使用が継続される。
- 2009年（平成21年）3月31日 - 廃止。
  - 旧・奈良商業高校の校地は奈良県立奈良朱雀高等学校に継承されている（旧・奈良工業の秋篠校舎は廃止）。

## 教育目標
- 生きること、働くことの意義の認識を深め、よろこびの追求や自ら学ぶ意欲を育てる。
- 人間形成の基本となる基礎的・基本的知識や技能の習得と伸長をはかる。
- コミュニケーション能力（社会力）の育成を通して、人と人との豊かな関係づくりを進める。
- 一人一人の違いを豊かさととらえ、国際理解・国際協調の態度を育成する。
- たくましい体力と豊かな感性に支えられた実践力を養う。
- 社会の変化に主体的に対応できる資質や能力を備えた豊かでたくましい人間を育成する。

## 特色
- 一学年に商業科4クラス、情報処理科1クラスが設置されている。
- 商業科では女子生徒の方が数が多いが、情報処理科は僅かに男子生徒の方が多い。
- 情報処理科の方が偏差値が高い傾向にある。
- 最寄の近鉄西ノ京駅から東の方向に一本道であり、非常に分かりやすい場所に位置している。
- 制服は男女ともに紺のブレザーに、灰色のズボンまたはスカートである。

## 交通
- 近鉄橿原線 西ノ京駅

## 著名な出身者
- 田中一光（デザイナー。文化功労者）
- 井尻雄士（会計学者）
- 森中千香良（元プロ野球選手）
- 明石家さんま（タレント）
- 城島茂（TOKIOのメンバー、タレント）